# Động vật chuyên ăn thịt

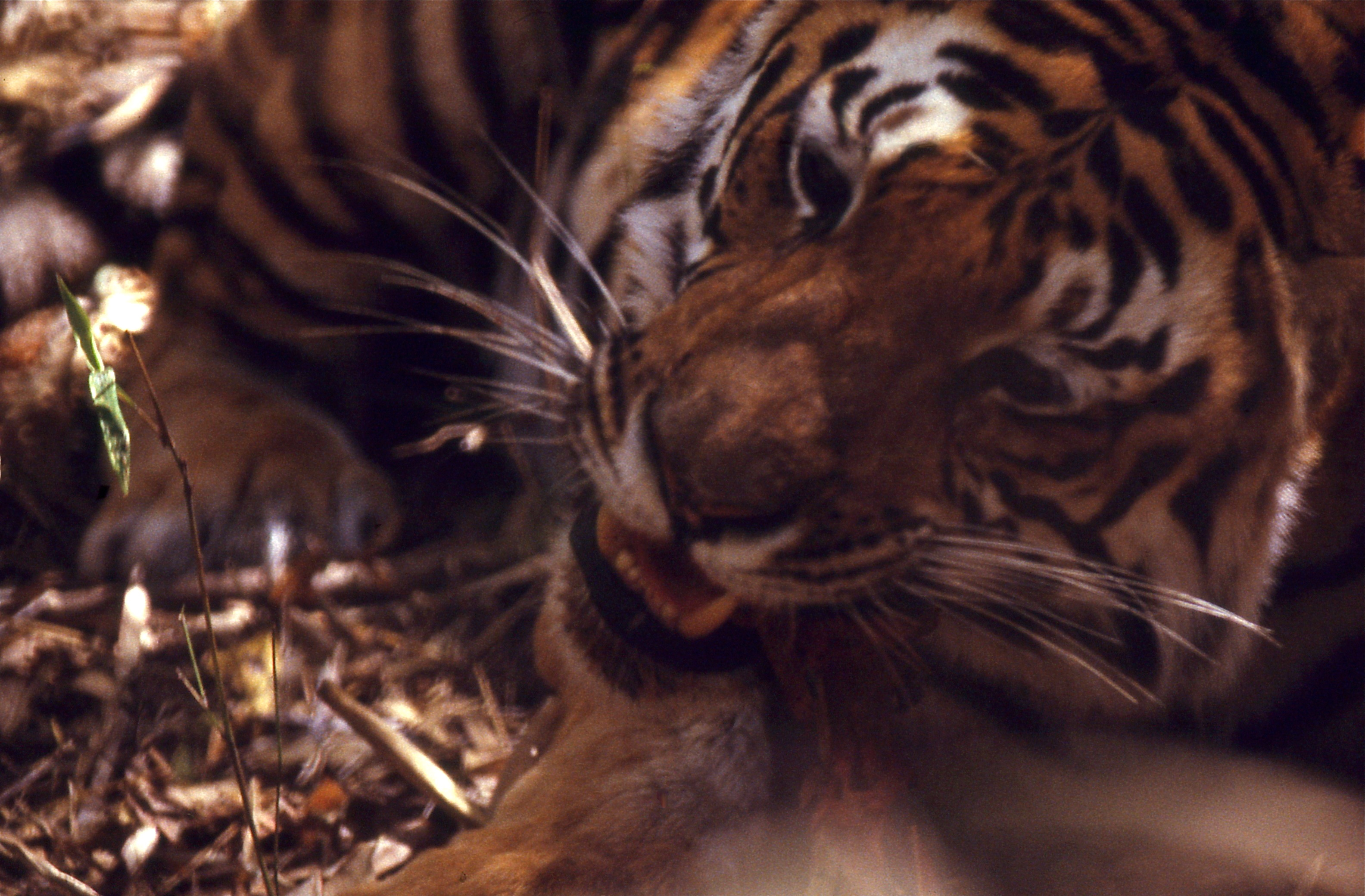
Một con hổ đang ăn thịt nai, hổ là động vật ăn thịt hoàn toàn, chế độ ăn của chúng phần lớn toàn là thịt, mỗi năm chúng cần ít nhất 50 con hươu nai để duy trì sự sống

Động vật chuyên ăn thịt hay động vật thuần ăn thịt hay Động vật ăn thịt bắt buộc (tên Latin: Hypercarnivore) là những động vật ăn thịt trong đó có một chế độ ăn uống phải tiêu thụ đến hơn 70% lượng thịt, ngoài ra có thể bổ sung thêm một số nguồn khác bao gồm các loại thực phẩm phi thịt như nấm, trái cây hoặc nguyên liệu thực vật khác. Người ta chia thành 3 nhóm là động vật ăn thịt hoàn toàn, động vật có chế độ ăn trên 70% là thịt (hypercarnivores) và động vật ăn tạp (ăn cả thịt và rau củ quả).
Những điển hình của các loại động vật ăn thịt bắt buộc bao gồm họ mèo (điển hình là hổ, sư tử, báo săn), cá heo, chim ưng, rắn, cá cờ, và hầu hết các loài cá mập. Tổ tiên của loài sói ngày nay thuộc nhóm chuyên ăn thịt, với khẩu phần ăn chiếm đến 70% là thịt. Đây là những động vật phụ thuộc hoàn toàn vào nguồn thịt tươi hoặc thịt và nếu thiếu thịt, chúng sẽ diệt vong.

## Tổng quan
Do sự khác nhau về cấu trúc động vật đặc biệt là về hệ tiêu hóa, nhiều loài động vật có thể tổng hợp những acid béo chuỗi rất dài từ các acid béo tối cần thiết, nhưng nhiều loài không có khả năng đó, trong cơ thể chúng không sản xuất được các enzyme cho nhiệm vụ này (chẳng hạn như tiêu hóa thực vật) và vì vậy chúng được gọi là các động vật ăn thịt bắt buộc và chúng bắt buộc phải lấy các acid béo dài từ thức ăn nguồn gốc là động vật hay nói gọn là buộc phải ăn thịt.
Mỗi loài trong gia đình họ mèo, bao gồm cả con mèo thuần hóa, là một hypercarnivore trong trạng thái tự nhiên của nó. Một số động vật không xương hypercarnivorous nổi tiếng là bạch tuộc và sao biển. Hypercarnivores không cần là động vật săn mồi đầu bảng. Ví dụ, cá hồi là hoàn toàn ăn thịt, nhưng chúng là những con mồi ở tất cả các giai đoạn cho một loạt các sinh vật. Trong họ gấu, gấu trắng Bắc Cực là loài gấu ăn thịt cao nhất (hơn 90% chế độ ăn uống của chúng là thịt) trong khi gấu xám Bắc Mỹ thì có ít hơn 10% chế độ ăn uống của chúng là thịt.
Hầu hết các loài ăn thịt trong tự nhiên đều là những kẻ tấn công chủ động, tích cực. Một khi đã phát hiện thấy con mồi, chúng sẽ nhanh chóng truy đuổi. Trong quá trình này, chúng không những cần cơ đùi khỏe, một cái miệng rộng với hàm răng sắc nhọn, mà còn phải dùng đến đôi mắt để quan sát chăm chú mục tiêu, ước lượng chính xác khoảng cách. Chính vì thế, mắt ở phía trước mặt sẽ tạo thuận lợi cho quá trình săn đuổi này.

## Một số điển hình

### Hổ
Thức ăn của chúng chủ yếu của hổ là các động vật ăn cỏ cỡ trung bình như hươu, nai, lợn rừng, trâu, v.v. Tuy nhiên chúng cũng có thể bắt các loại mồi cỡ to hay nhỏ hơn nếu hoàn cảnh cho phép. Hổ là một trong số nhiều loài động vật ăn thịt nằm ở mắt xích cuối cùng của các chuỗi thức ăn trong hệ sinh thái tự nhiên.
Hổ là loài động vật rất phàm ăn, chúng có nhu cầu tiêu thụ thức ăn hàng ngày rất lớn. Hổ Bengal thường săn hươu, nai hay các con vật nặng trên 45 kg (100 lb), nhưng khi quá đói, chúng có thể ăn thịt bất kỳ con vật nào có thể ăn được, từ ếch nhái, gà, vịt, cá sấu và cả con người. Những ước tính cho thấy, trung bình trung bình hổ ăn từ 3 đến 6 kg thịt trong một ngày và tính trung bình mỗi năm, một con hổ cần săn được 50 con hươu hoặc lợn rừng để cung cấp đủ nguồn thực phẩm cho sự tồn tại của chúng.

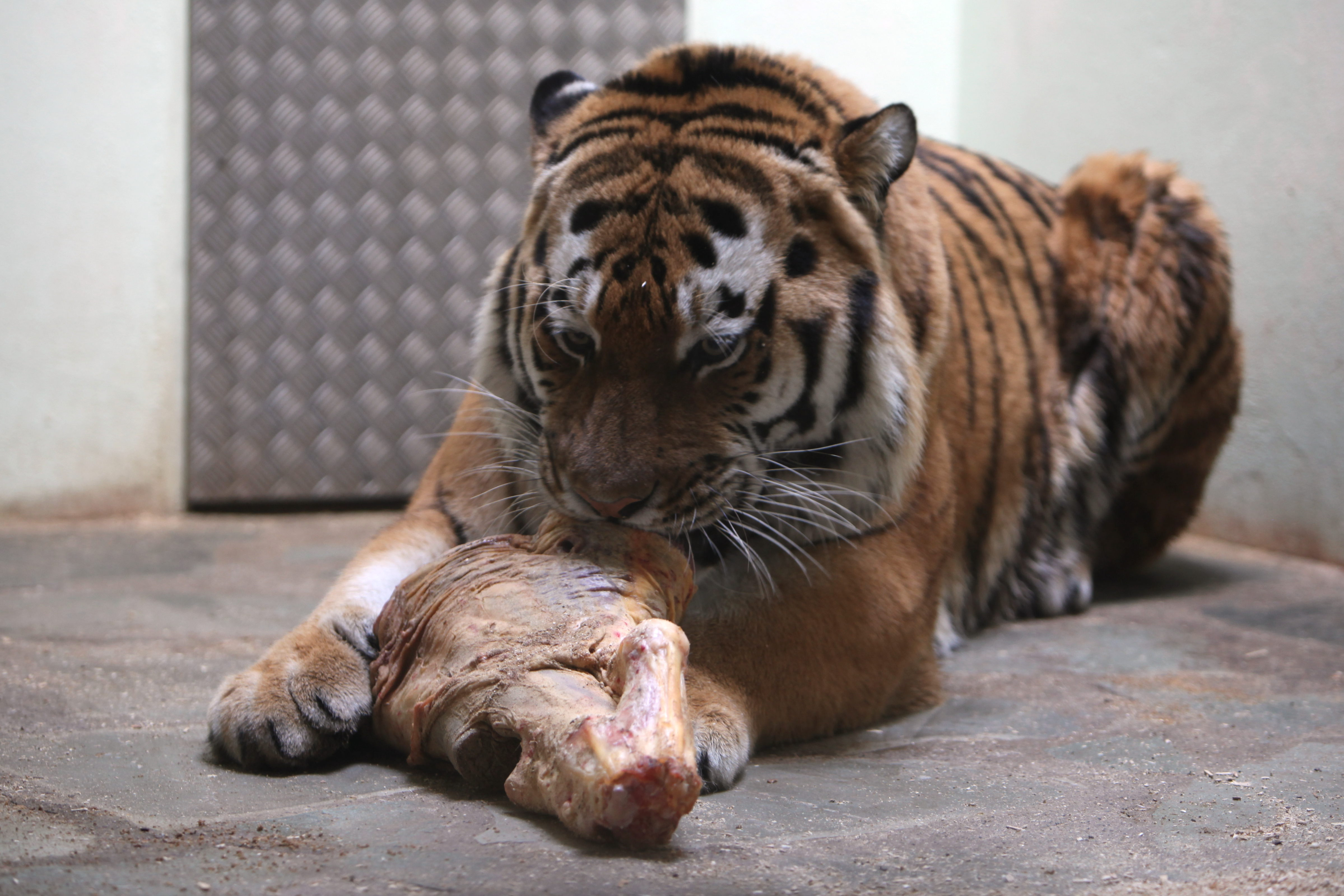
Mỗi ngày hổ ăn từ 3 đến 6 kg thịt

Một con hổ có kích thước trung bình có thể ăn tới 27,2 kg thịt mỗi bữa, và một con hổ cũng có thể ăn tới 20–30 kg một ngày và có thể nhịn ăn khoảng vài ngày (phần còn lại chúng sẽ đem giấu và sẽ trở lại ăn cho đến hết con mồi), trong đó hổ Bengal có thể ăn tới khoảng 30 kg (66 lb) thịt một ngày. Một con hổ Siberia trưởng thành cần ít nhất 9 kg thực phẩm mỗi ngày để tồn tại. Trong điều kiện nuôi nhốt, trung bình mỗi ngày hổ ăn hết khoảng 5–7 kg thịt các loại như thịt lợn, thịt gà, thịt bò, nhiều vườn thú cho hổ ăn 5 kg thịt một ngày, trong đó, có 4 kg thịt bò bắp, hoặc thăn và 1 kg sườn lợn, nếu hổ đến giai đoạn hổ trưởng thành thì có thể cho ăn các loại đầu, chân, cánh gà, mỗi ngày, một con hổ trưởng thành ăn 10 kg thịt bò.

### Sư tử
Sư tử là động vật ăn thịt bắt buộc; chúng cần 7 kilogram (15 lbs) thịt một ngày. Thành phần chính trong chế độ ăn của chúng thường là thịt của những loài động vật có vú lớn. Con mồi của chúng bao gồm ngựa vằn, linh dương đầu bò, trâu rừng châu Phi, hươu cao cổ, hà mã trưởng thành, và thậm chí là voi gần trưởng thành, mặc dù voi trưởng thành là quá nguy hiểm cho chúng khi chúng muốn đấu sức với nó nên sư tử thường nhắm những con voi con để săn bắt. Khi đơn lẻ, nói chung chúng dễ dàng săn các con mồi nhỏ hơn chúng, bao gồm sơn dương (Connochaetes), linh dương (họ Bovidae), linh dương Gazen (chi Gazella) và lợn nanh sừng châu Phi (Phacochoerus africanus). Những con sư tử sống gần bờ biển còn ăn thịt cả hải cẩu. 

### Mèo
Mèo là động vật ăn thịt thế nên đối tượng để nó săn mồi cho nhu cầu sinh tồn là những loài vật nhỏ như: chuột, rắn nhỏ,cóc nhái và cá. Do loài mèo luôn sống với người nên, thức ăn của loài mèo còn là cơm, rau. Ngoài ra dù là loài ăn thịt thú rừng cá là loại thức ăn khoái khẩu nhất của mèo.  Loài mèo nhà cũng ăn thịt thú rừng nhưng thực tế cho thấy rằng nó thích ăn cá hơn nhiều.

### Báo săn
Chế độ ăn uống của một con báo phụ thuộc vào khu vực mà nó sống. Đây là một loài động vật ăn thịt tươi sống với con mồi săn khoảng dưới 40 kg (88 lb) gồm những loài linh dương cỡ nhỏ như Linh dương Thomson, linh dương nhảy, linh dương Grant, linh dương Gazen, linh dương sừng cao và những con Linh dương đầu bò và ngựa vằn còn non. Thường là linh dương Thomson hay một con heo rừng là đủ cung cấp năng lượng cho một con báo săn no bữa. Đối với những con linh dương trưởng thành có thể cung cấp cho báo săn no bữa được khoảng từ 1-2 ngày.
Sau khi đi săn xong, chúng sẽ đem xác con mồi về cất giấu ở một nơi nào đó ăn dần. Việc săn những con linh dương nhỏ sẽ cung cấp ít calo hơn và không thể duy trì lâu nhưng con linh dương trưởng thành với hơn 60 kg sẽ cung cấp nhiều hơn thức ăn cho báo. Nó đốt ít nhất 2500 calo mỗi ngày và những bữa ăn bằng con linh dương cung cấp gần 5000 calo sẽ giúp nó cung cấp năng lượng trong vòng 02 ngày. Về thể chất, khi không có thức ăn, con báo có thể cầm cự lâu như con người từ khoảng 5-6 ngày trước khi nó hoàn toàn kiệt sức.

### Sói lửa

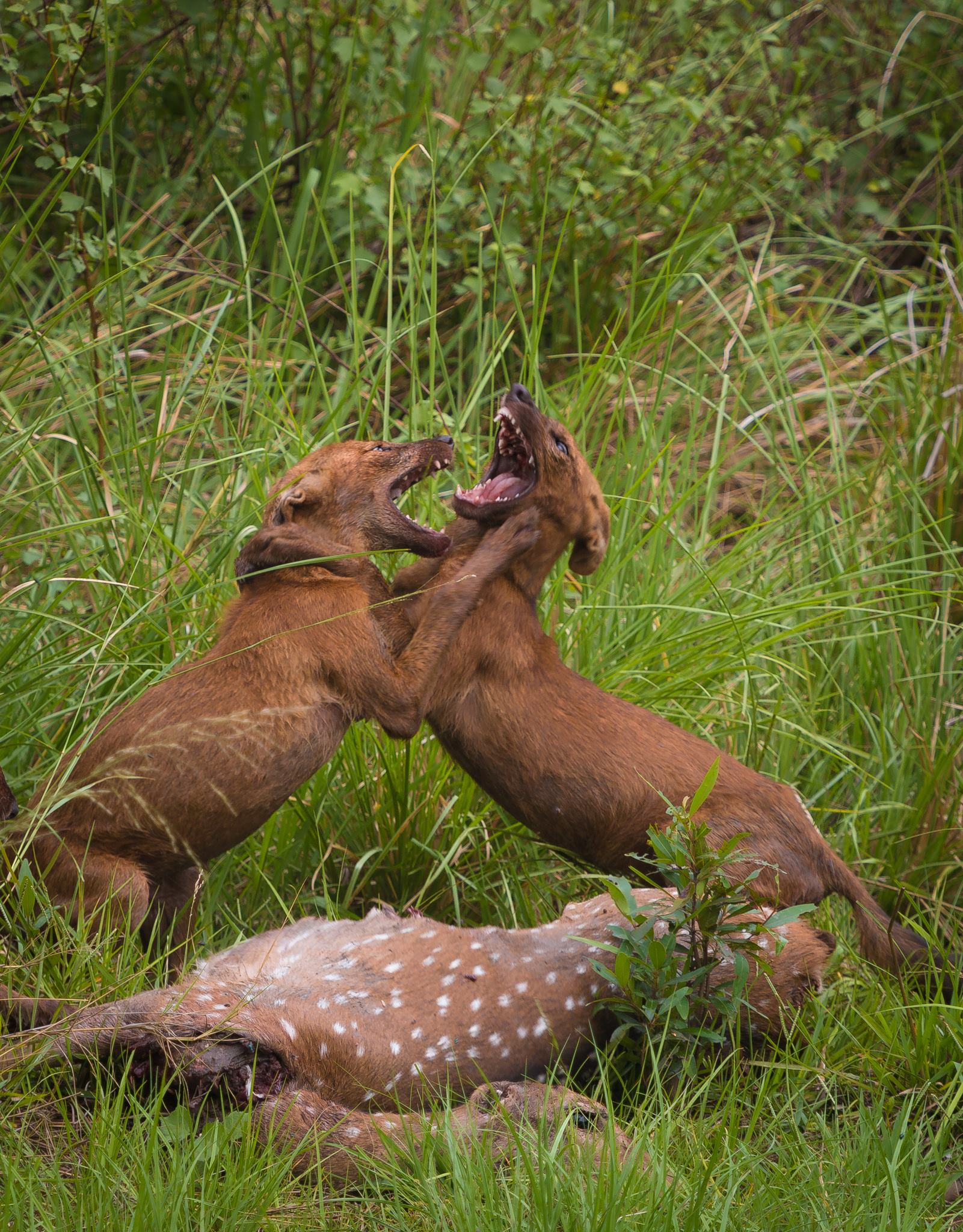
Hai con sói lửa đang tranh giành con mồi

Sói đỏ là động vật ăn thịt tươi sống thật sự. Thức ăn của loài sói đỏ là các loài động vật như nai, hươu, hoẵng, lợn rừng, gia súc, vật nuôi và các loài chim lớn, gia cầm v.v. Nhiều khi loài sói này còn tấn công vào các bản làng để kiếm thức ăn, chúng tấn công vào cả trâu, bò, lợn, gà, dê, ngựa.

### Chó
Tổ tiên loài chó ngày nay thuộc nhóm hypercarnivorous, chúng thích ăn thịt và gặm xương. phân loại chúng thành các nhóm như nhóm ăn thịt, nhóm chuyên ăn thịt và nhóm ăn tạp. Chó phát triển sức mạnh của cơ bắp, đặc biệt là phần cơ gần miệng và xương thì rất khó bị gãy để chúng có thể cắn được con mồi. Trải qua nhiều thế hệ, chúng dần chuyển thành loài chuyên ăn thịt. Tất cả loài chó đã thuần hoá ngày nay đều là hậu duệ của loài sói xám, vì thế chúng sở hữu đặc tính của loài chuyên ăn thịt và rất thích thú với việc gặm xương.

### Rắn
Tất cả các loài rắn đều là động vật chỉ toàn ăn thịt, với thức ăn của chúng là các động vật nhỏ như thằn lằn, chim, thú nhỏ, cá, côn trùng, ốc, các loài rắn khác cũng như trứng của các loại con mồi này. Do rắn không thể cắn hay xé thức ăn ra thành từng miếng nên chúng phải nuốt chửng nguyên cả con mồi. Các loài rắn nhỏ hơn thì ăn các con mồi nhỏ hơn. Chẳng hạn, những con trăn non có thể khởi đầu công việc ăn uống chỉ với những con thằn lằn hay chuột. Các loài rắn ăn ốc khác có nhiều răng ở mé phải miệng chúng hơn ở mé trái do vỏ ốc mà chúng ăn thường xoắn theo chiều kim đồng hồ:184